# Roland Thalmann
Roland Thalmann (Romoos, 15 agosto 1993) è un ciclista su strada svizzero che corre per la Tudor Pro Cycling Team.

## Palmarès

### Strada
- 2014 (Dilettanti, una vittoria)

Troyes-Dijon
- 2022 (Team Vorarlberg, una vittoria)

2ª tappa Tour Alsace (Rust (Europa Park) > Scherwiller)

#### Altri successi
- 2016 (Team Roth)

Classifica scalatori Étoile de Bessèges
- 2022 (Team Vorarlberg)

Classifica scalatori Tour Alsace

## Piazzamenti

### Classiche monumento
- Milano-Sanremo

2023: 146º
- Giro di Lombardia

2024: 115º

### Competizioni europee
- Campionati europei

Herning 2017 - In linea Elite: 108º
Glasgow 2018 - In linea Elite: 35º
Plouay 2020 - In linea Elite: 22º
Trento 2021 - In linea Elite: ritirato